# Lirac
Lirac település Franciaországban, Gard megyében. Lakosainak száma 938 fő (2022. január 1.). Lirac Roquemaure, Saint-Laurent-des-Arbres, Saint-Victor-la-Coste és Tavel községekkel határos.

## Népesség
A település népességének változása:
| Lakosok száma | 317  | 442  | 631  | 816  | 888  | 884  | 904  | 927  | 922  | 938  |
|               | 1968 | 1982 | 1990 | 2006 | 2013 | 2015 | 2017 | 2019 | 2020 | 2022 |